# 寺沢寛一
寺沢 寛一（てらざわ かんいち、1882年7月15日 - 1969年2月5日）は、日本の理論物理学者・数学者。日本学士院会員、東京帝国大学名誉教授、東京帝国大学総長事務取扱、理学部長、高等逓信講習所所長、千葉工業大学学長、電気通信大学学長などを歴任。著書『自然科学者のための数学概論』は応用数学の名著として名高い。

## 年譜
1882（明治15）年7月15日、米沢藩士寺澤兵吉の次男として、現在の山形県米沢市上矢来町に生まれる。
興譲尋常高等小学校から米沢中学興譲館入学。後に上京し、1902年、大成中学校卒業。1903）年、旧制第一高等学校（2部）に入学。1905年、東京帝国大学理科大学物理学科入学。1908年、同大学卒業、東京帝国大学大学院入学（理論物理学専攻）。1913年まで、同大学院で理論物理学を学ぶ。同年3月23日（30歳）、福岡藩士安永三吉の次女ミツ（美津子）と結婚。同年10月から、ドイツ、イギリス、フランスに留学する。
1917年1月に帰国して東北帝国大学理科大学講師、11月、理学博士（東京帝国大学理科大学）、12月、東北帝国大学工学専門部教授。1918年、東京帝国大学理科大学教授。1943年、同大学を停年退官。1947、千葉工業大学学長。1949年 - 1959年、電気通信大学初代学長。
1965年、銀杯一組（正三位勲一等）を賜る。1969年2月5日、死去。
上記のほか、日本学術会議会員、日本学士院会員、東京帝国大学地震研究所所長、東京帝国大学航空研究所所長など、数多くの役職を務めた。

## 栄典
- 1918年（大正7年）2月12日 - 従六位[3]

## 主要著書
- 『自然科学者のための数学概論』岩波書店、1954年。ISBN 4-00-005480-5。
- 『初等力学』裳華房、1932年。ISBN 4-7853-2010-9。
- 『自然科学者のための数学概論　応用編』岩波書店、1960年。ISBN 4-00-005481-3。
- マックス・プランク『理論物理学汎論』裳華房、1926年 - 1932年。
  - 第1巻『一般力学』久末啓一郎と共訳
  - 第2巻『変形する物体の力学』野田哲夫と共訳
  - 第3巻『理論電気磁気学』酒井佐明と共訳
  - 第4巻『理論光学』坂井卓三共訳
  - 第5巻『理論熱学』小谷正雄共訳
- 佐野静雄『応用数学』寺沢寛一・小平吉男共編、岩波書店、1928年。

## 主要な弟子
- 山内恭彦（力学、応用数学）
- 小谷正雄（理論物性物理、生物物理）
- 犬井鉄郎（応用数学）
- 加藤敏夫（応用数学、偏微分方程式、数理物理学、関数解析学）
- 友近晋（流体力学）
- 永宮健夫（物性物理、固体物理）
- 今井功（流体力学）
- 伏見康治（統計力学）

その他多数

## 主要な交友関係
- 長岡半太郎（東京帝国大学、原子物理学）
- 田中館愛橘（東京帝国大学、物理学）
- 寺田寅彦（東京帝国大学、地球物理）
- 愛知敬一（東北帝国大学、物理学）
- 石原純（東北帝国大学、相対性理論）
- 南原繁（東京大学）
- 朝永振一郎（東京教育大学、量子力学）
- 松前重義（東海大学）

その他多数